# Холл, Филипп
Филипп Холл — английский математик. Член Лондонского королевского общества, профессор Кембриджского университета. Наиболее известен работами по теории групп, в особенности по конечным группам и разрешимым группам.
В течение многих лет Холл был единственным алгебраистом, работающим в Англии.

## Ранние годы
Филипп Холл родился 11 апреля 1904 в семье Джорджа Холла (англ. George Hall) и Мэри Лауры Сейерс (англ. Mary Laura Sayers).
В 1909 году, проживая в доме своего деда Иосифа Сейера (англ. Joseph Sayer), Филипп поступил в начальную школу Нью-Энда (англ. New End Primary School).
В 1910 году Филипп переезжает с матерью и поступает в воскресную школу.
В 1915 году получил стипендию на обучение в школе-интернате (англ. Christ's Hospital West Horsham).
Это была школа для детей со способностями, чьи родители не могли себе позволить оплату за обучение.

## Образование и карьера
В 1922 году Филипп окончил интернат с золотой медалью.
В 1921 году Филипп получил стипендию (англ. Open Foundation) и в 1922 году поступил Королевский колледж Кембриджа.
В 1925 году Холл получил стипендию (англ. Open Senior Foundation), что позволило ему продолжить обучение в колледже, который он, в итоге окончил с отличием.
В 1926 году Филипп представил эссе «Изоморфизмы абелевых групп», в качестве заявки на стипендию.
В 1927 году Холл был принят в Королевский колледж. К тому времени он уже работал научным сотрудником Карла Пирсона в университетском колледже Лондона.
Вернувшись в Кембридж Филипп сделал важное открытие в теории групп, что в итоге легло в основу доказательства теоремы, которую называют теоремой Холла. Эти результаты исследования были опубликованы в записке о разрешимых группах в «Журнале Лондонского математического общества» 1928 году.
В 1932 году Холл написал одну из своих самых известных статей «Вклад в теорию групп порядок которых есть степень простого числа». Эта статья является одним из фундаментальных источников современной теории групп.
В 1933 году Филипп был назначен лектором в Кембридже.
В 1939 году Филипп провёл серию лекций на небольшом заседании в Математическом институте в Гёттингене.
Во время Второй Мировой войны Холл жил со своей матерью в Малом Гадесдене и работал над итальянскими и японскими шифрами.
В июле 1945 года Филипп вернулся в Королевский колледж Кембриджа.
В 1955 году Холл был одним из главных докладчиков на Эдинбургском математическом коллоквиуме в Сент-Эндрюсе, где он дал пять лекций по «симметричным функциям в теории групп».
Главный вклад Холла в бесконечные группы проявляется в работах 1952, 1959 и 1961 годах. Идеи этих работ являются одними из основных областей исследований теории групп. Например, «Подгруппы Фраттини конечно порождённых групп» является важной статьёй о бесконечных группах, которую он опубликовал в 1961 году.

## Личные качества и увлечения
У Филиппа Холла была глубокая любовь к поэзии, которую он читал на английском, итальянском и японском языках. Также Филипп любил музыку, искусство, цветы и прогулки.
Был застенчив и не очень любил шумные компании.
Предпочитал находиться в компании с одним или двумя друзьями.
О нём говорили, что он обладал широкими знаниями не только по математике, но и практически по любому вопросу.

## Награды
- В 1942 году был избран в члены Королевского общества;
- В 1958 году был награждён медалью Бервика;
- В 1961 году был награждён медалью Сильвестра, в знак признания его выдающихся исследований в алгебре;
- В 1965 году был награждён медалью Лармора;
- В 1965 году был награждён медалью де Моргана[6].

## Работы
- Hall, P. A Contribution to the Theory of Groups of Prime-Power Order (англ.) // Proceedings of the London Mathematical Society : journal. — 1934. — P. 29—07. — doi:10.1112/plms/s2-36.1.29.
- Hall, P.; Higman, G. On the p-Length of p-Soluble Groups and Reduction Theorems for Burnside's Problem (англ.) // Proceedings of the London Mathematical Society : journal. — 1956. — P. 1. — doi:10.1112/plms/s3-6.1.1.
- Hall, Philip (1988), The collected works of Philip Hall, Oxford Science Publications, The Clarendon Press Oxford University Press, ISBN 978-0-19-853254-5, MR 0986732

Переводы на русский
- Ф. Холл, Г. Хигмэн. p-длина p-разрешимых групп и редукционные теоремы для проблемы Бёрнсайда // Математика  / перевод Н. Н. Вильямса. — 1969. — Т. 13, № 2. — С. 64—104.
- Филип Холл. Нильпотентные группы // Математика  / перевод А. Л. Шмелькина. — 1968. — Т. 12, № 1. — С. 3—36.